# Tokarp, Jönköping
Tokarp är ett bostadsområde i sydvästra delen av Jönköping. Området ligger i närheten av förskola, F-5 skola och skogs- och lantbruksområde (Bårarp). Citybussen 3 har sin slutdestination i Tokarp.